# Teichosporella dura
Teichosporella dura är en svampart som beskrevs av Sacc. 1895. Teichosporella dura ingår i släktet Teichosporella, klassen Dothideomycetes, divisionen sporsäcksvampar och riket svampar.   Inga underarter finns listade i Catalogue of Life.